# Identidad nacional
La identidad nacional se basa en una condición social, cultural y territorial. Es la identidad basada en el concepto de nación, es decir, el sentimiento de pertenencia a una colectividad histórico-cultural definida con características diversas, rasgos de cosmovisión definidos con mayor o menor localismo o universalismo (desde la cultura a la civilización), costumbres de interacción, organización social y política (particularmente, el Estado tanto si se identifica con él como si se identifica contra él). La identificación con una nación suele suponer la asunción, con distintos tipos y grados de sentimiento (amor a lo propio, odio o temor a lo ajeno, orgullo, fatalismo, victimismo entre otros) de las formas concretas que esas características toman en ella. Se da simultáneamente a otras identidades individuales o identidades colectivas basadas en cualquier otro factor (la lengua, la raza, la religión, la clase social,y más.), asumiéndolas, superponiéndolas, ignorándolas o negándolas. Suele tomar como referencia elementos explícitos tales como símbolos patrios, símbolos naturales y signos distintivos (banderas, escudos, himnos, selecciones deportivas, monedas, entre otros).
Según Liah Greenfeld la identidad nacional es la «identidad fundamental» en el mundo moderno frente a otras identidades en cuanto que «se considera definidora de la esencia misma del individuo». Así Greenfeld define el término «nacionalismo» en un sentido general como el «conjunto de ideas y de sentimientos que conforman el marco conceptual de la identidad nacional». Un punto de vista semejante es el que defiende Anthony D. Smith cuando afirma, refiriéndose al nacionalismo, «que ningún otro principio dispone de la lealtad de la humanidad» —«el mundo moderno es un "mundo de naciones"»—. En cuanto a cuándo se formaron las identidades nacionales Greenfeld afirma que «la primera nación en constituirse fue Inglaterra, en el siglo XVI. Francia y Rusia se definieron en el siglo XVIII. La mayoría de las otras naciones lo hicieron en los siglos XIX y XX».
Históricamente la identidad nacional es una comunidad imaginada, la forma en que se efectuó la construcción de nación por los nacionalismos del siglo XIX en los estados-nación europeos y americanos; extendida al resto del mundo por los movimientos de resistencia al imperialismo y el colonialismo, y en la segunda mitad del siglo XX por la descolonización y el tercermundismo.

## "Identidad nacional" como contenido de la soberanía nacional
El Tratado de la Unión Europea considera que la "identidad nacional" es "inherente a las estructuras fundamentales políticas y constitucionales" de cada Estado miembro y la Unión debe respetarla, por identificarse con el contenido de la soberanía nacional que no se transfiere de los Estados a la Unión. Tanto el Tribunal Europeo de Justicia como el Tribunal Constitucional Federal Alemán han definido tal "identidad nacional" como "el conjunto de poderes necesarios para que aquel [el Estado miembro] pueda configurar con entera libertad las condiciones de vida económicas y sociales de sus ciudadanos; un límite infranqueable para la transferencia de competencias a favor de la Unión que el mismo Tribunal se encarga de garantizar, declarando la inaplicabilidad en Alemania [y por tanto, en el resto de los Estados] de las normas europeas que no lo respeten".
La gama de sentidos que tiene el concepto de identidad nacional se ha expandido de manera notable y, como consecuencia, su significado se ha disuelto, convirtiéndose simultáneamente en un concepto estratégico en el devenir de la nación y como tal sujeto de la lucha por la asignación de contenidos específicos.

## Multiculturalidad y globalización
Según el costarricense Leonel Arias (2009), académico de la Universidad Nacional, en su artículo, La identidad nacional en tiempos de globalización, "los procesos identitarios llevan explícita una discusión en torno a la dinámica de cambio, el papel de los grupos sociales emergentes y la diversidad sociocultural, y que, paulatinamente, el discurso esencialista e inmutable de las identidades ha sido cuestionado". Desde esta perspectiva, es claro que los distintos grupos humanos van construyendo y reconstruyendo identidades a la par de la influencia que ejerce la industria cultural, ya sea por los flujos migratorios, los medios de masas o la actividad comercial, en una relación interactiva que da paso a varios fenómenos sociales, entre ellos:
1. La aparición de espacios sociales, en los que se promueven prácticas culturales alternativas y emergentes.
2. La promoción de la diversidad y el reclamo de las minorías por sus derechos.
3. La dinámica de los micromundos dentro de la concepción política de Estado.
4. La presión política de los organismos internacionales por los derechos humanos.
5. El surgimiento de la cultura popular.
6. La pluralidad de expresiones culturales enmarcadas en símbolos, modas, valores, conocimientos, ideas y prácticas sociales de diversa naturaleza."[7]

Dentro de cada cultura, coexisten distintos modos de vivir; entonces, se habla de multiculturalidad cuando en el seno de una unidad sociopolítica se vive de acuerdo con diferentes opciones culturales.
Es de considerar, entonces, que el proceso de globalización no solo debe verse como el auge de las nuevas tecnologías de la comunicación o de la ampliación de mercados. Es un proceso más complejo, que trasciende lo económico y tecnológico. Las tendencias actuales giran en torno a la interrelación de diversos factores políticos, sociales y culturales, que se observan en los símbolos y significados de los diversos grupos sociales. Por consiguiente, la identidad nacional es un proceso histórico, dinámico y en constante transformación; en otras palabras, está sujeta al cambio, pues forma parte de los procesos de socialización que vinculan las prácticas cotidianas de los individuos y los grupos sociales gracias a la diversidad e intercambio cultural, de los grupos sociales que nacen y/o viven en un territorio.
La identidad nacional es un tema que se encuentra en discusión, a partir de diferentes tendencias ideológicas, por lo que una característica del fenómeno de las identidades es la diversidad en cuando al discurso que se brinda. Por una parte, se habla de “crisis de identidad” como algo negativo, podría decirse ruptura con lo establecido, de aquella posición ideológica conservadora y/o reproductora del discurso de “nosotros” frente a los “otros”, del sentimiento nacionalista del ser costarricense, de lo nuestro, de narraciones pasadas, entre otros aspectos de carácter evidentemente esencialista. Contrario a esta postura, está la visión de cambio social y transformación de lo propio, a causa de la influencia de los medios de comunicación masiva, principalmente de la televisión y la Internet. 
Por ello, existe un punto en común en el contexto en que este debate se realiza y es que tal proceso tiene relación directa con la globalización. Este aspecto es fundamental para entender la dinámica de cambio social que vivimos en estos tiempos, en la que lo foráneo viene a convertirse en un factor determinante para diferenciar, compartir o afirmar una forma de identidad. Además, es una construcción social que se reconoce al interior de cada sociedad, en aspectos tales como el género, los grupos étnicos, el lugar en donde se nace o se vive, el aspecto generacional, la edad, las diferencias socioeconómicas, las tendencias políticas e, incluso, las preferencias sexuales; por lo que la diversidad se convierte en una característica que cohesiona el fenómeno de las identidades en tiempos de globalización.
Un caso específico lo constituye el intento de establecer una identidad nacional francesa por el presidente de la República Nicolás Sarkozy, interpretado como un intento de privar a la extrema derecha de un argumento en contra de la inmigración.

## La identidad nacional en el mundo

### México
La identidad que cada cultura posee es de gran importancia, al forjarse México como un país pluricultural se abre a la posibilidad de una nueva identidad nacional la cual la sociedad adopta a partir de sus propios valores y creencias.
La historia del hombre en sociedad es el relato de la eterna adaptación de la persona con su entorno y de seres humanos en su interacción con otros seres humanos. También es el recuento de su devenir en el mundo, buscando imprimir en todo lo que hace la huella de su sentir, de su articulación sobre la realidad y de su cultura.
En diferentes épocas las instituciones nacionales han incidido en la identidad y la cultura de los mayas (que por cierto no se autoreconocen como indígenas). Para ello se recurre al ejemplo de lo sucedido en el municipio de Yaxcabá, en Yucatán, donde cuatro personas con apellido maya, que corresponden a generaciones diferentes, son miembros de una misma familia que habita en ese lugar por lo menos desde la Colonia.
La revolución de Independencia permitió la salida de la sociedad mexicana del letargo colonial. “Los mexicanos” pudieron enfrentarse por vez primera con su rostro verdadero. Lo que encontraron fue terrible: una nación escindida en castas (indios, criollos y mestizos).  Pueblos, haciendas y ciudades. Opulencia y extrema pobreza: una sociedad sin ligamentos.
Como medida de inclusión celebrada en Pátzcuaro, Michoacán, se creó el Instituto Indigenista Interamericano como organismo de la OEA. Este se encargaría de impulsar que en los diversos países de América se crearán institutos indigenistas nacionales y se desarrollará una política común de integración indígena en el continente.
La aculturación, es decir el proceso de cambio cultural dirigido, es el marco de participación de organismos indigenistas en los procesos sociales que el desarrollo económico va desatando y planteando como problemas a resolver. La aculturación, en tanto categoría de reflexión y acción, postula la solución a los problemas de integración social sobre la base de un marco educativo.
De tal manera, la identidad nacional es producto tanto de la acción de las instituciones del Estado como de los movimientos sociales que han intervenido local, regional y nacionalmente,  para darle contenido y forma a la idea, al imaginario, de lo que significa pertenecer a México, ser y mostrarse como mexicano.
Si bien el proyecto nacional en muchos casos fue impuesto a los indígenas, lo mismo que su pertenencia a México y su integración a una sola y hegemónica identidad nacional, no siempre estos procesos se hicieron sobre la base de la destrucción de sus identidades locales y culturales; como consecuencia, en muchos sitios han coexistido tales identidades, aunque de forma conflictiva.
La aplicación de programas en el marco de la comunidad hizo ver,  en la práctica, que no era posible inducir el cambio cultural asumiendo a la comunidad indígena como entidad aislada, porque ésta,  no obstante su autosuficiencia y su etnocentrismo, en modo alguno actuaba con independencia, sino que, por el contrario, solo era un satélite –uno de tantos satélites– de una constelación que tenía un centro fuerte de articulación, en todos los casos una comunidad urbana mestiza
De modo que en una misma comunidad, o en un mismo grupo social y cultural persisten e interactúan diversas identidades sociales. La noción del pluralismo cultural permitió reconocer la diversidad en un amplio espectro de posibilidades sociales, que si bien encontraba en los pueblos indios un paradigma de diferencia cultural,  daban paso asimismo al reconocimiento de otros grupos sociales que no eran o no se reconocían como indígenas y que participaban de manera genérica en la cultura nacional, pero que reivindicaban niveles de identidad: regionales, locales, barriales, etcétera.

### Perú
La historia de Perú nos muestra un proceso inacabado de formación de una nación con ingredientes diversos. El Perú que conocemos e integramos se ha constituido lentamente. Es obra de muchas generaciones, un resultado histórico, una consecuencia, un ser nuevo que antes no existía, que se ha formado y sigue formándose, pues el proceso no ha concluido. El imperio incaico coronó un proceso de miles de años en el que participaron hombres y mujeres llegados de diversas procedencias que construyeron las "culturas" que englobamos en lo que llamamos Antiguo Perú. Los incas son parte de la historia de Perú, pero no viven Perú. Más bien ponen los cimientos, preparan el terreno, empiezan la construcción del edificio que es el Perú actual, el cual, a medio construir, sufre importantes cambios en su estructura y acabados. 
A partir de 1532 se completaron las bases del edificio nacional peruano al producirse la llegada de miles de europeos españoles y de africanos traídos como esclavos. Ambos flujos migratorios se sumaron al poblador aborigen radicado desde antiguo -en su momento también un invasor - , el cual reconocía una diversidad cultural y política que los incas habían respetado siempre y cuando no se opusiera a sus planes. Resultó de ello una sociedad dirigida y dominada por los blancos peninsulares y criollos (cierto es que con muchas excepciones y matices en pro de las otras razas), conscientes de su superioridad y celosos guardianes del orden, a los cuales caracterizaba además una elemental cohesión política y militar, garantía de su liderazgo.
La identidad predominante en la época de la independencia es en buena cuenta la de un sencillo americanismo de base hispánica exhibido por los criollos de toda la América española, cuando Perú era sólo una pieza del mecanismo imperial y no se habían desarrollado aún los nacionalismos. La identidad criolla y americanista del precursor Viscardo y Guzmán es una notable prueba de su amplitud geográfica.
En la independencia del Perú se advierte un factor cohesivo que en alguna medida supera las diferencias raciales-culturales, y que más o menos une a todos porque acorta distancias a futuro, o entraña un proyecto de sociedad que eso pretende. Después de siglos de opuestos y encontrados intereses, blancos, indios, mestizos, negros y mulatos coinciden en un proyecto -criollo-mestizo sobre todo- que coyunturalmente los une para alcanzar una meta común.
En la actualidad se está desarrollando un concepto más amplio de la historia de Perú, más exacto y próximo a la realidad del país actual; ello es resultado de las nuevas investigaciones y de los cambios que se experimentan en la sociedad peruana al incorporarse nuevos sectores a la dirigencia y al electorado.

## Críticas a la identidad nacional
El escritor peruano Mario Vargas Llosa (2001) cuestionó asimismo la idea de que la globalización amenace una "identidad nacional", frecuentemente invocada por quienes se oponen al fenómeno. Este concepto, sostuvo, es "una ficción ideológica" que sirve los intereses del nacionalismo pero tiene poca substancia empírica o histórica. Vargas Llosa recordó a su audiencia en el Banco Interamericano de Desarrollo que las culturas están en continua transición y que ninguna ha sobrevivido sin tomar prestado de otras y cambiar con el correr del tiempo. Más todavía, según Vargas Llosa, las corrientes de pensamiento que atribuyen gran importancia a la identidad nacional inevitablemente amenazan la libertad y la expresión individual. "Imponer una identidad cultural a un pueblo es equivalente a aprisionarlo y negar a todos sus miembros la más valiosa de las libertades: la de elegir qué, quién y cómo uno desea ser".
La idea de una identidad nacional es especialmente cuestionable en América Latina, subrayó. Los pasados intentos de definir esa identidad, como los movimientos hispanistas o indigenistas, notoriamente han dejado de reconocer la verdadera diversidad de las influencias culturales y raciales que dan forma a las sociedades de la región. América Latina está históricamente ligada "a casi todas las regiones y culturas del mundo", afirmó. "Y ese hecho, que nos impide tener una sola identidad cultural … es nuestra mayor fuerza, contrariamente a lo que los nacionalistas creen".
Llosa sostuvo que es fútil y contraproductivo tratar de perpetuar un modelo cultural en particular mediante políticas o regulaciones. Las culturas "no necesitan ser protegidas por burócratas o comisarios, ni necesitan ser puestas detrás de rejas o aisladas por funcionarios aduaneros para que se mantengan vivas y vitales", aseguró. En lugar de una presión homogeneizante de políticas culturales nacionalistas impuestas desde arriba, el mundo necesita más libertad para crear y evolucionar, dijo. No es coincidencia, apuntó, que a medida que la nación tradicional ha sido debilitada por la globalización en estos años recientes, hemos presenciado un renacimiento de limitadas y formalmente marginadas lenguas y culturas que están encontrando nuevas avenidas de expresión y perpetuación en un mundo interligado.